# Agglomeratie Bay Roberts
De Agglomeratie Bay Roberts (Engels: Bay Roberts Census Agglomeration) is een agglomeratie op het Canadese eiland Newfoundland. Het gebied telt 10.836 inwoners (2021) en bestaat uit de gemeenten Bay Roberts, Bishop's Cove, North River, Spaniard's Bay en Upper Island Cove.

## Geschiedenis
Statistics Canada benoemde en verzamelde voor het eerst gegevens voor de Agglomeratie Bay Roberts in 2006. Ook bij de volkstellingen van 2011 en 2016 deed het dit. In 2021 nam het de Bay Roberts Census Agglomeration weliswaar niet meer als entiteit op in haar vijfjaarlijkse volkstelling.

## Geografie
De Agglomeratie Bay Roberts bevindt zich aan de zuidwestelijke oever van Conception Bay, een grote baai van het Oost-Newfoundlandse schiereiland Avalon. De Metropoolregio St. John's reikt tot aan de zuidoostelijke oever van diezelfde baai.
De gemeente Bay Roberts vormt de kern van de agglomeratie. Ten zuiden ervan ligt North River en ten noorden en noordoosten ervan achtereenvolgens Spaniard's Bay, Bishop's Cove en Upper Island Cove. Binnen deze gemeenten liggen ook nog de plaatsen Butlerville, Coley's Point, Halls Town, North Valley, Shearstown en Tilton.
De agglomeratie grenst in het zuiden aan Clarke's Beach en Port de Grave en in het noorden aan Harbour Grace en Bryant's Cove.

## Demografie

### Demografische evolutie
| Demografische ontwikkeling van de agglomeratie tussen 2006 en 2021 |
| ------------------------------------------------------------------ |
|                                                                    |
| Bron: Statistics Canada                                            |

### Demografische evolutie per plaats
| Gemeente of stad  | 2006  | 2021  | 2006–2021 |  | Inw./km² (2021) |
| ----------------- | ----- | ----- | --------- |  | --------------- |
| Bay Roberts       | 5.414 | 5.974 | +10,3%    |  | 243,7           |
| Spaniard's Bay    | 2.540 | 2.630 | +3,5%     |  | 39,8            |
| Upper Island Cove | 1.667 | 1.401 | -16,0%    |  | 179,2           |
| North River       | 557   | 579   | +3,9%     |  | 137,9           |
| Bishop's Cove     | 329   | 252   | -23,4%    |  | 132,6           |

### Taal
In 2016 hadden 11.025 (99,5%) inwoners van de Agglomeratie Bay Roberts het Engels als (al dan niet gedeelde) moedertaal; vrijwel alle anderen waren de taal machtig. Hoewel slechts 25 mensen (0,2%) het Frans als (al dan niet gedeelde) moedertaal hadden, waren er 365 mensen die die andere Canadese landstaal konden spreken (3,3%). De op twee na meest gekende taal(groep) waren de Chinese talen met 40 sprekers (0,4%).